# Ariusia conspersa
Ariusia conspersa är en bönsyrseart som beskrevs av Carl Stål 1877. Ariusia conspersa ingår i släktet Ariusia och familjen Tarachodidae. Inga underarter finns listade i Catalogue of Life.